# تی۲۰
تانک متوسط تی۲۰ (به انگلیسی: T20 medium tank) پیش‌نمونه‌ای از یک تانک متوسط آمریکایی بود که در میانه جنگ جهانی دوم به عنوان جانشین تانک ام۴ شرمن طراحی شد اما پس از ساخت دو نمونه از آن به مرحله تولید نرسید.

## طراحی و کاربرد
آمریکایی‌ها بلافاصله پس از ورود تانک ام۴ شرمن به خط تولید، به فکر طراحی جانشینی برای آن افتادند. بخش تسلیحات نیروی زمینی روز ۲۵ مه سال ۱۹۴۲ تاییدیه برای آغاز کار بر روی یک تانک متوسط بهبود یافته دریافت کرد. موقتاً عنوان «ام۴ایکس» بر آن نهاده شد. ملزومات گسترده شامل وزن ۳۲ تن کوچک (۲۹ تن)، توپ خودکار ۷۵ میلی‌متر، زره جلوی ۴ اینچ (۱۰۰ میلی‌متر) و بیشینه سرعت ۲۵ مایل بر ساعت (۴۰ کیلومتر بر ساعت) بود. شرکت فیشر، یکی از تولیدکنندگان تانک‌های متوسط، یک نمونه چوبی از تانک مورد نظر را ارائه کرد. بخش تسلیحات ماه سپتامبر موافقت خود را با تولید سه پیش‌نمونه با بیشینه وزن ۳۰ تن، هر یک با تسلیحات متفاوت و برجک‌های قابل تعویض اعلام کرد. نخستین (تی۲۰) با توپ ۷۶ میلی‌متر و سامانه تعلیق فنر مخروطی افقی، دومی (تی۲۰ایی۱) با همان سامانه تعلیق و توپ خودکار ۷۵ میلی‌متر و سومی (تی۲۰ایی۲) با توپ ۳ اینچ و سامانه تعلیق میله پیچشی می‌بایست تولید می‌شدند. هر سه می‌بایست به موتور جدید فورد جی‌اِی‌ان وی-۸ و سامانه انتقال قدرت هیدراماتیک مجهز می‌بودند.
فیشر ساخت تی۲۰ را تا ماه ژوئن سال ۱۹۴۳ تکمیل کرد. ساخت تی۲۰ایی۱ لغو و از برجک آن در تی۲۲ایی۱ استفاده شد. فیشر تی۲۰ایی۲ را به‌جای توپ ۳ اینچ، با توپ ۷۶ میلی‌متری ساخت که نتیجه عنوان تی۲۰ایی۳ گرفت. بیشتر ویژگی‌ها همانند ام۴ بود. حداکثر ضخامت زره جلویی این تانک‌ها ۶۲ میلی‌متر بود. این صفحه جلویی زاویه ۴۷ درجه داشت. موتور پشت تانک بود.
تی۲۰ و تی۲۰ایی۳ هر دو آزمایش شدند. سامانه انتقال قدرت با روغن دادن و داغ شدن، مشکل زیادی بروز داد. توسعه این مدل پایان سال ۱۹۴۴ متوقف شد. به هر حال از تجربیات و اطلاعات به دست آمده از تی۲۰ در توسعه تانک‌های مشابه بعدی استفاده شد.